# Ia (Grecja)
Ia (gr. Οία) – najbardziej na północ wysunięta wieś wyspy Santoryn w archipelagu Cyklad w gminie Thira, Grecja.

## Atrakcje turystyczne
- Muzeum Morskie poświęcone historii żeglarstwa i rybołówstwa na Santorini
- port Amudi[1].